# 平井収二郎
平井 収二郎（ひらい しゅうじろう）は、幕末の土佐藩士。

## 生涯
1835年8月、土佐藩士（新留守居組格、三人扶持10石）平井伝八直証（直澄）の嫡子として土佐郡井口村に生まれる。実妹は平井加尾で兄妹ともに坂本龍馬と交友があった。平井家は、武市半平太や坂本龍馬、岡田以蔵など下士が占める土佐勤王党には珍しく、新留守居組格という上士階級に属している。　
1861年、武市を中心とする土佐勤王党に参加し、尊王攘夷運動に奔走する。1862年、藩主山内豊範による上洛時、小南五郎右衛門や武市らと共に他藩応接役として、公卿や薩摩藩、長州藩の尊王攘夷運動家と交わりを深める。
また、安政の大獄で処罰された水戸藩士鵜飼吉左衛門の子息2名の宥免を図り、彼の名声を上げる。三条実美による勅使東下の際は、京都に留まって武市とともに国事周旋を行ない、薩長両藩の調停を謀る尊王攘夷運動に奔走した｡
のち、土佐勤王党が構想する運営方針を藩が容れないのを憂慮し、青蓮院宮に令旨を請いて藩政改革を迫る。しかし、前藩主山内容堂が青蓮院宮を問い詰めて実情を聞き出したことによって計画は失敗し、間崎哲馬、弘瀬健太と共に切腹を命ぜられる。享年29（28とする説もある）。
明治24年（1891年）、従四位を追贈された。
高知市山手町には1935年（昭和10年）1月建碑の「平井収二郎先生誕生地」の碑がある。

## 著書
- 「隈山春秋」と「帰南日記」の著書がある。

## 関連作品
映画
- 『幕末青春グラフィティ Ronin 坂本竜馬』（1986年、演：古尾谷雅人）

テレビドラマ
- 『竜馬がゆく』（1968年、演：関根信昭）
- 『幕末青春グラフィティ 坂本竜馬』（1982年、演：平泉征）
- 『竜馬がゆく』（2004年、演：関貴昭）
- 『龍馬伝』（2010年、演：宮迫博之）

漫画
- 『お〜い!竜馬』（1986年-1996年）